# Weichet nur, betrübte Schatten, BWV 202
Weichet nur, betrübte Schatten, BWV 202, (¡Apartaos, tristes sombras! ) es una cantata secular de Johann Sebastian Bach. Probablemente se compuso para una boda, pero los eruditos no se ponen de acuerdo en la fecha, que podría ser de cuando Bach tenía un cargo en Weimar, alrededor del año 1714, mientras que tradicionalmente se ha relacionado con su boda con Anna Magdalena el 3 de diciembre de 1721 en Köthen. Es una de las cantatas de Bach que se graban con frecuencia. El aria "Sich üben im Lieben" ("Ejercitarse en el amor" o "Cultivar el amor") a menudo se interpreta como pieza de concierto.

## Historia y texto
La música de la cantata sobrevive solo en una copia de los años 1730, que presenta un estilo sorprendente usado por Bach solo hasta alrededor del año 1714. El libretista no se conoce con seguridad, pero Harald Streck sospecha que fue Salomon Franck, el poeta de la corte de Weimar. Joshua Rifkin también indica una fecha de Weimar, más que la comúnmente aceptada período de Köthen, basándose en elementos estilísticos como los cortos recitativos que acaban en un arioso, el tempo lento-rápido-lento de la primera aria, que Bach usó solo rara vez después de 1714, y la relación específica de la voz y el oboe obligado en el séptimo movimiento, lo que rara vez ocurrió después de 1715. Más tradicionalment, la composición se relacionó con la época en que Bach estuvo en Köthen desde 1718, y la ocasión una boda, posiblemente la suya propia con Anna Magdalena en diciembre de 1721.
El texto relata el comienzo del amor a la llegada de la primavera después del invierno, mencionando la aparición de flores en los primeros dos movimientos, el sol ascendiendo más arriba en el tercer movimiento, Cupido en busca de "presas" en los siguientes dos movimientos, finalmente una pareja de novios y los buenos deseos para ellos. El tono es humorístico y en broma, lo que sugiere una boda civil.
El aria "Sich üben im Lieben" ("Ejercitarse en el amor" o "Cultivar el amor") se interpreta frecuentemente como una pieza de concierto.[cita requerida]

## Partitura y estructura
Bach estructuró la obra en movimientos, alternando arias con variada textura y recitativos. La partitura está para soprano solista (S), y un conjunto instrumental barroco de oboe (Ob), violines (Vl), viola (Va), y bajo continuo (Bc).
En la siguiente tabla de los movimientos, la partitura sigue la Neue Bach-Ausgabe. Las claves y tiempos se toman de Alfred Dürr, usando el símbolo para un tempo común (4/4). El continuo, tocando por toda la pieza, no se muestra.
| N.º | Título                              | Tipo       | Vocal | Vientos | Cuerdas | Tonalidad | Tiempo     |
| --- | ----------------------------------- | ---------- | ----- | ------- | ------- | --------- | ---------- |
| 1   | Weichet nur, betrübte Schattenr     | Aria       | S     | Ob      | 2Vl Va  | sol mayor |            |
| 2   | Die Welt wird wieder neu            | Recitativo | S     |         |         | do mayor  |            |
| 3   | Phoebus eilt mit schnellen Pferden  | Aria       | S     | -       |         | do mayor  | 12/8       |
| 4   | Drum sucht auch Amor sein Vergnügen | Recitativo | S     |         | .       | .         |            |
| 5   | Wenn die Frühlingslüfte streichen   | Aria       | S     | -       | Vl solo | mi menor  |            |
| 6   | Und dieses ist das Glücke           | Recitativo | S     | -       | -       | -         |            |
| 7   | Sich üben im Lieben                 | Aria       | S     | Ob      |         | re mayor  | 3/8        |
| 8   | So sei das Band der keuschen Liebe  | Recitativo | S     | -       |         | sol mayor |            |
| 9   | Sehet in Zufriedenheit              | Aria       | S     | Ob      | 2Vl Va  | sol mayor | compasillo |

## Música
La primera aria, "Weichet nur, betrübte Schatten" (Apartaos, tristes sombras), está acompañada por todos los instrumentos. Las cuerdas repiten un motivo ilustrando la desaparición del invierno, mientras que el oboe lidera con una melodía extendida a la entrada de la voz, luego hace un dúo con ella. La sección de apertura está marcada Adagio, mientras que la sección del medio, sobre los placeres de Flora, de una forma da capo está marcada Andante. Se describe como pintando "una pintura sensual de los vagos placeres de la primavera conforme el cantante invita a las deprimentes sombras del invierno a que se marchen", un cambio "de la sombra a la luz del sol, del frío del invierto a las flores que brotan en primavera".
Un recitativo, "Die Welt wird wieder neu" (El mundo renace), lleva a la segunda aria, "Phoebus eilt mit schnellen Pferden" (Febo con sus rápidos corceles se apresura) que está acompañada solo por el continuo. El trotar del caballo mencionado en el texto está ilustrado en el continuo. El movimiento fue descrito como una "representación vívidamente melismática de brisas cálidas apresurándose por el mundo renacido". El aria muestra similitud con la del último movimiento de la sonata de Bach para violín en sol mayor, BWV 1019.
Un recitativo, "Drum sucht auch Amor sein Vergnügen" (Así el Amor busca su gozo), lleva a la tercera aria, "Wenn die Frühlingslüfte streichen" (Cuando los primaverales vientos corren), con un solo de violín, en modo elegíaco.
El recitativo "Und dieses ist das Glücke" (Y esto es la felicidad) prepara el aria "Sich üben im Lieben, in Scherzen sich herzen" (Ejercitarse en el amor, y abrazarse con gozo) con un oboe obbligato. La melodía de la música parecida a la de un baile en un compás ternario alude a la música folklórica.
Un recitativo, "So sei das Band der keuschen Liebe" (Que el vínculo del casto amor) lleva al aria final, marcada como una gavota, de nuevo con todos los instrumentos, "Sehet in Zufriedenheit tausend helle Wohlfahrtstage" (Que veáis con júbilo / muchos luminosos días de bonanza).
La cantata se desarrolla desde una composición muy artificial hasta una escritura de danza popular.

## Grabaciones
La cantata es una de las más grabadas de Bach.
- Agnes Giebel, Orquesta de Cámara de la RIAS, Karl Ristenpart. The RIAS Bach Cantatas Project. Audite, 1951.
- Anny Felbermayer. Orquesta de la Bach Guild, Felix Prohaska. J. S. Bach: Cantata No. 202; Cantata No. 161. Vanguard Classics, 1952.
- Maria Stader, Orquesta Bach de Múnich, Karl Richter. J.S. Bach: Kantaten BWV 51 & BWV 202. Archiv Produktion, 1959.
- Elly Ameling, Concertgebouw de Ámsterdam, Eugen Jochum. Centenaire Eugen Jochum 3. Tahra, 1973.
- Barbara Hendricks, Orquesta de Cámara Carl Philipp Emanuel Bach, Peter Schreier. Bach Kantaten. EMI Classics, 1989.
- Elly Ameling, Academy of Saint Martin in the Fields, Neville Marriner. Bach Cantatas. EMI, 1973.
- Emma Kirkby, Academy of Ancient Music, Christopher Hogwood. Wedding Cantatas. Decca, 1996.
- Dorothee Mields, Orquesta barroca de Ámsterdam, Ton Koopman. J. S. Bach: Complete Cantatas Vol. 5. Erato, 1996.

## Publicación
La cantata se publicó en 1862 como No. 2 en el volumen 11 del Bach-Gesellschaft Ausgabe (BGA), editado por Wilhelm Rust. La Neue Bach-Ausgabe (NBA, Nueva edición Bach) publicó la partitura en 1969, editada por Werner Neumann, en el volumen 40, Hochzeitskantaten und Weltliche Kantaten verschiedener Bestimmung (cantatas de boda y cantatas seculares para diferentes ocasiones).